# Mustești, Arad
Mustești este un sat în comuna Gurahonț din județul Arad, Crișana, România.

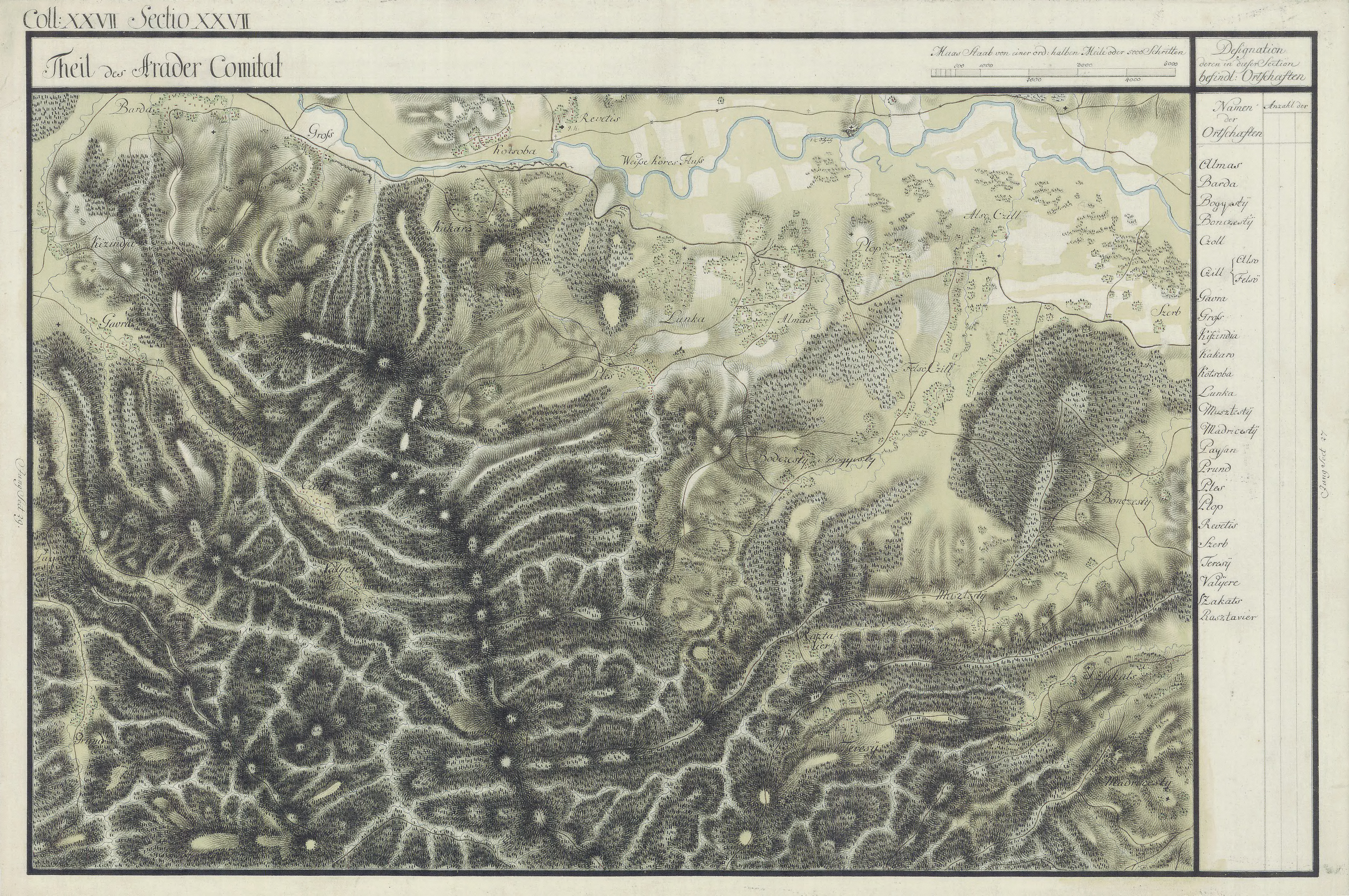
Mustești în Harta Iosefină a Comitatului Arad, 1782-85

Pana la inceputul celei de-a doua jumatati a secolului al XVIII-lea, satul nu avea biserica, fiind filie la parohia Secas. Abia in 1755 este construita o biserica de lemn, cu hramul "Bunavestira", inlocuita in 1837 cu alta din lemn ce avea acelasi hram. In 1862 a fost impodobita cu pictura, iar la 15 noiembrie, in acelasi an, este sfintita de protopopul Isaia Popovici al Butenilor. In anul 1941 a fost demolata, iar in locul ei a fostconstruita actuala biserica.